# Walter Schröder
Walter Schröder (Utecht, 29 dicembre 1932 – Glinde, 10 novembre 2022) è stato un canottiere e scrittore tedesco.

## Biografia
Membro della Squadra Unificata Tedesca ai Giochi olimpici del 1960, vinse l'oro nel canottaggio a otto.
Dopo il ritiro dall'agonismo, Schröder intraprese la carriera accademica, docente all'Università di Amburgo. Fu anche allenatore di canottaggio e autore di pubblicazioni sulla metodologia e sulla storia di questo sport. Nel 1998 andò in pensione; è morto nel 2022. 

## Libri
- Anfängerunterricht im Rudern in jugendgemäßer Methodik. Hofmann, Schorndorf 1978.
- Rudern. Training, Technik, Taktik. Rowohlt, Reinbek bei Hamburg 1978.
- Die Entwicklung von Rudertechnik, -ausbildung und -training: mit einer Spiegelung im Ratzeburger Küchensee. Ratzeburger Ruderclub, Ratzeburg 2012.